# Choo-Choo Charles
Choo-Choo Charles je nezávislá hororová videohra z roku 2022, kterou vyvinulo a vydalo studio Two Star Games. Hráč v ní ovládá archiváře lovícího příšery. Jeho cílem je porazit mytickou postavu Charlese, zlé monstrum vypadající jako zmutovaný vlak s pavoukem, jež se toulá krajinou a hledá lidi k jídlu. Hra získala od kritiků smíšené recenze.

## Příběh
Hráč ovládá nejmenovaného archiváře a lovce monster (jednoduše známého jako „Archivář“), jenž je povolán na ostrov Aranearum, aby se vypořádal s Charlesem, kterého jeho přítel Eugene popisuje jako „napůl vlak, napůl giga-pavouka“. Po příjezdu na ně Charles zaútočí a zabije Eugena, ten však předtím ještě stihne hráči říct, aby našel Charlesova vejce, jež může použít k přivolání a boji s Charlesem, a dá mu vlak osazený kulometem.
Eugenův syn Paul a obyvatelé ostrova vypracovali plán, jak Charlese porazit, ale k jeho uskutečnění potřebují archiváře. Archivář má za úkol ostrov prozkoumat a setkat se s různými postavami. Tyto postavy dávají archiváři klíče od dolů, kde se nacházejí Charlesova svítící vejce a kovové součástky. S nimi lze vylepšit vlak a zbraně, jako je plamenomet, raketomet a protitankové dělo. Archivář též přichází do kontaktu s kultisty vedenými Warrenem Charlesem III., kteří zřejmě plánují využít Charlese k ovládnutí světa. Dozvídá se, že za Charlesovo probuzení je zodpovědný Warren, který vlastnil důlní společnost, jež kopala příliš hluboko a objevila Charlesova vejce.
Po sesbírání všech tří vajec archivář přivolá Charlese, který se promění v „Hell Charles“ a zabije Warrena, načež zaútočí na archiváře. Po vyčerpávající bitvě archivář úspěšně naláká Charlese na most, na kterém s Paulem nastražili výbušniny, a odpálí jej. V důsledku toho Charles spadne obličejem na velký kovový sloup, což ho okamžitě zabije.
Ve scéně po titulcích je však odhaleno, že Charles má v jeskyni ukryto několik vajec.

## Vývoj a vydání
Za vytvořením hry Choo-Choo Charles stojí Gavin Eisenbeisz, jenž ji vyvinul pomocí Unreal Enginu. Proces vývoje zaznamenal a zkompiloval do podoby blogů, které následně vydal na platformě YouTube. Titul byl inspirován dětskou knihou Charlie the Choo-Choo z roku 2016, kterou napsal Stephen King jako součást série Temná věž, a také postavou lokomotivy Tomáše. Hra byla vydána 9. prosince 2022 na platformu Microsoft Windows, její tvůrce ji však plánuje přenést i na konzole.

## Přijetí
| Agregátor  | Skóre  |
| ---------- | ------ |
| Metacritic | 53/100 |

| Udělil      | Skóre  |
| ----------- | ------ |
| Destructoid | 6,5/10 |
| IGN         | 4/10   |

Po zveřejnění prvního traileru v roce 2021 se hra stala na internetu virální.
Choo-Choo Charles obdržel na recenzním agregátoru Metacritic 53 bodů ze sta, což znamená „smíšené nebo průměrné recenze“. Steve Hogarty ze stránky Rock Paper Shotgun popsal hru jako „otřesenou, velmi krátkou a frustrující při delším hraní“. Řekl, že hra má dobrý koncept, který je však příliš roztahaný. Travis Northup z IGN udělil hře skóre 4/10 a popsal ji jako „nefunkční“, „holou“ a „nudnější“, než si myslel“. Stealth sekce se samotnou postavou mimo lokomotivu popsal jako „agresivně nezábavné“. Zoey Handley z Destructoidu dala titulu 6,5/10 a popsala jej jako „v pořádku“.